# Coelogyne exalata
Coelogyne exalata é uma espécie de orquídea epífita, família Orchidaceae, originária de Borneu.